# August Petermann
August Heinrich Petermann (Bleicherode, cerca de Nordhausen, 18 de abril de 1822 - Gotha, 25 de septiembre de 1878) fue un destacado cartógrafo y geógrafo alemán conocido por apoyar la teoría del mar polar abierto, un mar libre de hielos que se situaría en el Polo Norte.

## Biografía

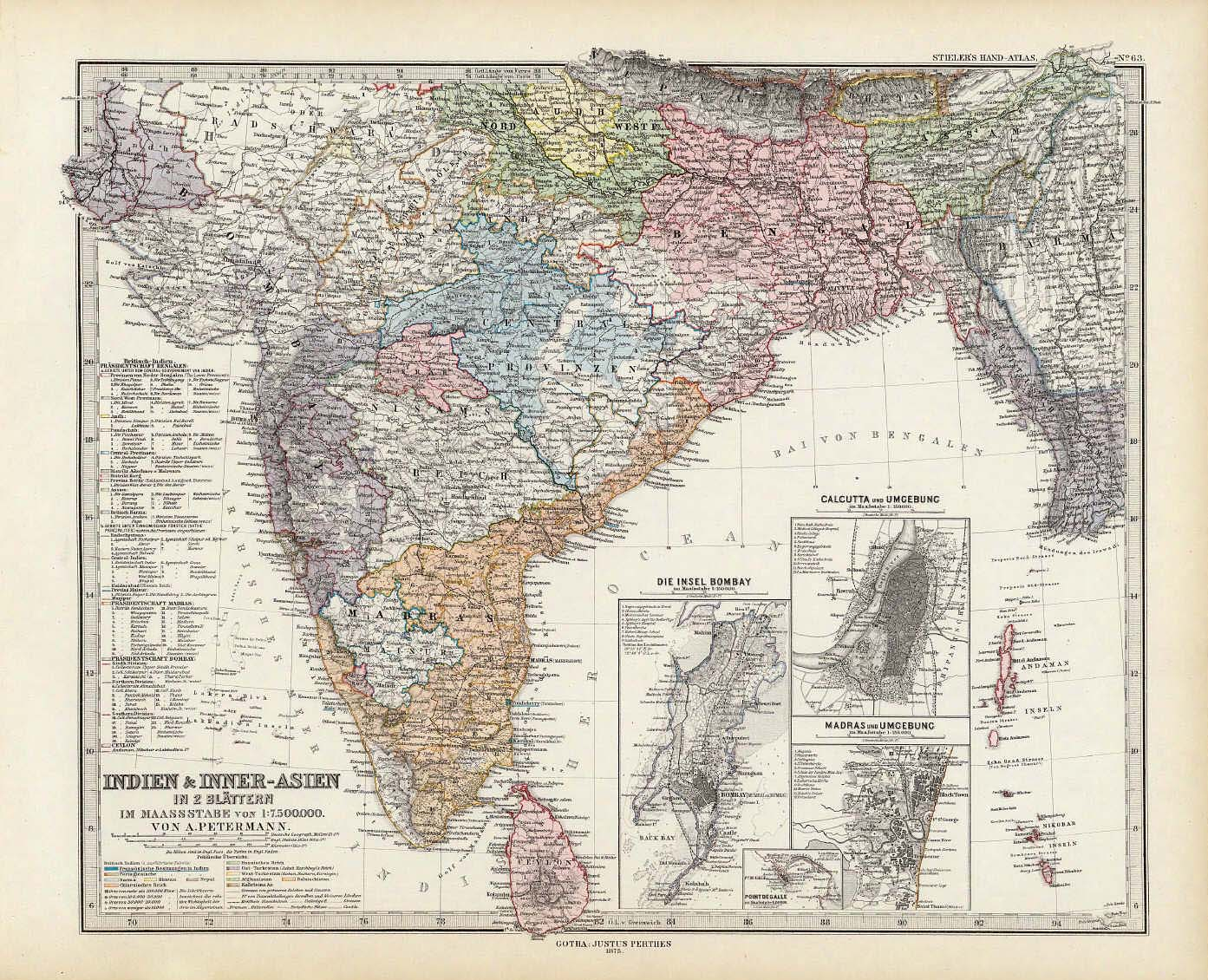
Una página del Stielers Handatlas con el crédito «Von A. Petermann».

A la edad de siete años ingresó en la Escuela de Arte Geográfica de Potsdam, y en 1845 se trasladó a Edimburgo, como ayudante de Keith Johnston, para la producción de una edición en inglés del Physical Atlas de Heinrich Berghaus.
En 1847 llegó a Londres, y publicó, entre otras obras, un relato de la expedición por tierra al África Central (1855). En 1854 fue nombrado director del instituto geográfico del editor alemán Justus Perthes, en la ciudad de Gotha, y fundó la conocida revista de geografía Petermanns Geographische Mitteilungen en 1855 (publicación que se interrumpió en 2004). También editó (junto con otros) la 4ª, 1ª y 2ª ediciones del famoso Stielers Handatlas, obra de Adolf Stieler (1775-1836), uno de los atlas geográficos más conocidos desde finales del XIX hasta el primer tercio del XX. (Muchos de sus mapas se acreditan en alemán como «Von A. Petermann», que significa «por A. Petermann»). 
Su trabajo hizo mucho por dilucidar la geografía del interior de África y de las regiones polares del Norte. La Reina Victoria de Inglaterra, a sugerencia de Robert Bunsen, lo nombró geógrafo físico real (physical geographer-royal). Petermann se suicidó en Gotha el 25 de septiembre de 1878. 
Es interesante señalar que como «el Sabio de Gotha», Petermann apoyaba la idea de que existía un mar polar abierto en el Polo Norte. Una corriente cálida, la corriente de Kuroshio o corriente negra del Japón, se suponía que fluía a través del estrecho de Bering para combinarse con la corriente del Golfo más allá de él. Teóricamente, ascendería a la superficie cerca del polo para crear un mar polar abierto, posiblemente lleno de vida, o para rodear un continente desconocido poblado de criaturas aún sin descubrir.

## Reconocimientos
- En 1968, la Royal Geographical Society de Londres otorgó a Petermann, su más alto honor, la Gran Medalla de Oro.
- La Expedición Antártica Alemana (Scwabenland) de 1938-39 identificó tres cadenas montañosas en las montañas Wohlthat (Antártida) como cordillera Petermann. Además, el pico de Petermann (2800 m), en el este de Groenlandia; el cabo Petermann, en la isla de Nueva Zembla; el cabo Petermann y el Petermannfjellet, en Spitsbergen; el fiordo Petermann, en el norte de Groenlandia occidental; e isla Petermann, una pequeña isla antártica, fueron también nombrados en su honor.
- El cráter lunar Petermann lleva este nombre en su memoria.[1]